# بابی دئول
بابی دئول (انگلیسی: Bobby Deol؛ زاده ۲۷ ژانویه ۱۹۶۷) هنرپیشه اهل هند است.
اولین نقش آفرینی وی با چهرهٔ مظلومش در فیلم باران در سال ۱۹۹۵ منتشر شد البته وی در سال ۱۹۷۷ در فیلم قدرت و ایمان در نقش کودکی درم بازی کرده‌است،و اکنون ،در جدیدترین فعالیت خود، فیلم (حیوان ۲۰۲۳) به نقش آفرینی پرداخته است.

## اوایل زندگی

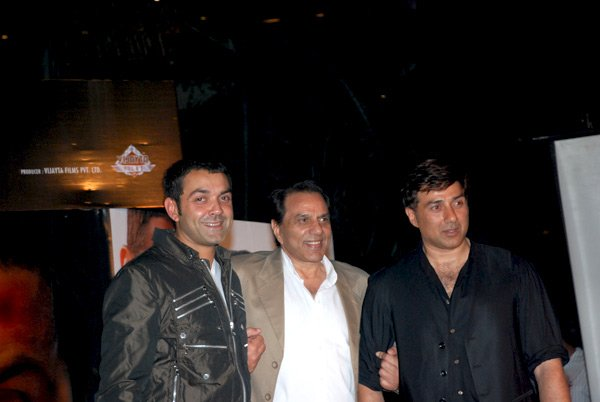
انتشار صوتی چمکو

بابی دئول با نام تولد ویجی سینگ دئول و نام مستعار بابی جونیور متولد ۲۷ ژانویه ۱۹۶۷ در دهلی هند چشم به جهان گشود.
پدرش درمندرا و مادرش پرکاش کاور است. او دارای برادری به نام سانی دئول و دو خواهر به نام‌های ویجیتا و آجیتا هست که در کالیفرنیا سکونت دارند. مادر ناتنی او هما مالینی و خواهران ناتنی او ایشا دئول و اهانا دئول هستند. پسر عموی او آبهای دئول هم بازیگر است.
دو پسر درمندرا که آن‌ها را در خانه سانی و بابی صدا می‌زدند نیز بعد از جدایی پدر و مادرشان در کنار پدرشان و همسر او زندگی کردند. علاقه او به هنر از خردسالی شکل گرفت و در سال ۱۹۷۷ در فیلم قدرت و ایمان در نقش کودکی درم بازی کرد. بازیگری با تبار پنجابی و نگاهی چون آدم‌های حیرت‌زده و چهره ای چون سیمای ایتالیایی‌ها که پیش از هنرپیشه شدن به خاطر ازدواجش با با پوجا بات در راس خبرها بود. اگر چه سرانجام این رابطه‌ها از هم گست و بابی اعلام کرد برای تشکیل خانواده خیلی جوان است و هنوز به بلوغ فکری مناسب نرسیده! بابی در خانه ای چشم به جهان گشود که از حضور درمندرا سود می‌برد و برادرش نیز چند سال زودتر به جرگه بازیگران پیوسته‌است. این پسر اولین بار در باران مقابل توینکله خانا ایفای نقش می‌کند، فیلمی که در معروف‌ترین سالن مومبای یعنی در سالن نمایش مترو اکران شد و در گیشه موفق شد و جایزه فیلم فیر برای بهترین بازیگر تازه‌وارد را برای او و توینکل خانا به ارمغان آورد بعد از این بابی درگیر یک سری شایعات شد اما خیلی زود دریافت که باید روی حرفه اش متمرکز شود و در این راه شانس با او یار بود که برادر و پدری داشت که می‌توانستند او را مورد حمایت قرار دهند. این دو برای بابی چندین پروژه در نظر می‌گیرند یکی از این پروژه‌ها فیلم و عشق اتفاق افتاد راهول راویل بود که اثر مهمی به‌شمار می‌رفت. این فیلم او، اولین حضور جدی آیشواریا رای بانوی شایسته هند به‌شمار می‌رفت، ثانیاً اسطوره موسیقی پاکستان، نصرت فاتح علی خان برایش موسیقی ساخته بود. اما هنگام اکران منتقدین آن را شانسی دانستند که بابی براحتی با حضور افتضاح خود برای همیشه بر باد داد. اما بابی ناامید نشد، راهش را ادامه داد تا بتواند هر طور شده آن نقطه جادویی را پیدا کند جالب آنکه یافتن این نقطه جادویی چندان طول نکشید! راز، کلید موفقیت او بود با حضور مانیشا کویرالا و کاجول که به بمب گیشه بدل شد. یک تریلر با سوسپانس‌های قدرتمند که بابی دئول را در جریان اصلی صنعت فیلم‌های هندی انداخت بابی که در ابتدا شایعه رابطه او با پوجا بات وجود داشت بعد از مدتی با تانیا آهوجا (دختر یکی از کارخانه داران معروف) ازدواج کرد و آن‌ها بعد از مدتی در سال ۲۰۰۱ صاحب پسری شدند که نام او را آریامان گذاشتند. در سال ۲۰۰۴ بابی برای بار دوم پدر شد و نام پسر خود را درم گذاشتند.
رانندگی جزو تفریحات سالم اوست، مکان‌های مورد علاقه او برای تعطیلات سیدنی، سنگاپور و لندن، غذاهای مورد علاقه او غذاهای خانگی هندی است.

## فیلم‌شناسی
فهرست برخی از فیلم‌هایی که بابی دئول در آن‌ها به ایفای نقش پرداخته‌است:
- قدرت و ایمان (۱۹۷۷)
- باران (۱۹۹۵)
- راز: حقیقت پنهان (۱۹۹۷)
- و عشق اتفاق افتاد (۱۹۹۷)
- قریب (۱۹۹۸)
- سرباز (۱۹۹۸)
- دل‌باخته (۱۹۹۹)
- ابر (۲۰۰۰)
- من دوست دارم (۲۰۰۰)
- عقرب (۲۰۰۰)
- عاشق (۲۰۰۱)
- اجنبی (۲۰۰۱)
- انقلاب (۲۰۰۲)
- ۲۳ مارس ۱۹۳۱: شاهد (۲۰۰۲)
- همراز (۲۰۰۲)
- دزد ناشی (۲۰۰۲)
- قسمت (۲۰۰۴)
- برداشت (۲۰۰۴)
- تو متعلق به وطنی و وطن متعلق به توست (۲۰۰۴)
- جرم (۲۰۰۵)
- تانگو چارلی (۲۰۰۵)
- باران (۲۰۰۵)
- دوستی: دوستان همیشگی (۲۰۰۵)
- دوستت دارم (۲۰۰۶)
- متفاوت (۲۰۰۶)
- شاکالاکا بوم بوم (۲۰۰۷)
- زوم برابر زوم (۲۰۰۷)
- بستگان (۲۰۰۷)
- نقاب (۲۰۰۷)
- ام شنتی ام (۲۰۰۷)
- نانه جایسالمر (۲۰۰۷)
- چمکو (۲۰۰۸)
- قهرمانان (۲۰۰۸)
- دوستانه (۲۰۰۸)
- مرد شماره یک (۲۰۰۹)
- قول می‌دهم (۲۰۰۹)
- فرودگاه (۲۰۰۹)
- کمک (۲۰۱۰)
- دیوانه روانی عاشق (۲۰۱۱)
- متشکرم (۲۰۱۱)
- بازیکنان (۲۰۱۲)
- دیوانه روانی عاشق ۲ (۲۰۱۳)
- سینگ صاحب بزرگ (۲۰۱۳)
- پسران پوستر (۲۰۱۷)
- مسابقه ۳ (۲۰۱۸)
- دیوانه روانی عاشق ۳ (۲۰۱۸)
- خانه شلوغ ۴ (۲۰۱۹)
- کلاس ۸۳ (۲۰۲۰)
- آشرام (۲۰۲۰)
- خوابگاه عشق (۲۰۲۲)
- حیوان (۲۰۲۳)